# Beata Vergine Maria del Divin Pianto
Beata Vergine Maria del Divin Pianto (o più semplicemente Madonna del Divin Pianto) è l'appellativo con cui la Chiesa cattolica venera Maria, in seguito alle apparizioni e al miracolo che sarebbero avvenuti nel 1924 a Cernusco sul Naviglio.
Le apparizioni furono raccontate da suor Elisabetta Redaelli, delle Suore Marcelline, gravemente malata e prossima alla morte. Il luogo delle apparizioni è stato trasformato in cappella votiva. L'approvazione ufficiale dall'ordinario diocesano non è mai avvenuta, anche se il cardinale Schuster dichiarò che la Madonna si sarebbe fatta strada da sé, mentre il cardinale Martini autorizzò, nei primi anni 80, l’intitolazione di una chiesa parrocchiale a Cernusco proprio alla Madonna del Divin Pianto.

## Storia dell'Apparizione
Nel 1924 suor Elisabetta Redaelli, una ventisettenne da due anni malata e ormai quasi in fin di vita, era ricoverata nella casa natale delle Suore di Santa Marcellina, a Cernusco sul Naviglio, adibita a casa di riposo. Nella sera del 6 gennaio di quell'anno alcune consorelle la sentirono parlare animatamente ma, pensando che stesse sognando, non diedero importanza al fatto. Al mattino però la suora riferì di aver parlato con una bella Signora, che era venuta a trovare le ammalate e che le ispirava una grande fiducia.
«Signora, come è buona Lei! Preghi Lei che è tanto buona. Sono sicura che, se Ella pregherà, il Signore ascolterà le sue preghiere, perché Lei ha compassione delle malate...». La Signora l'incoraggia: «Prega, confida e spera: tornerò dal 22 al 23 del mese seguente»
Suor Elisabetta comprese dal 2 al 3. Al mattino non fu creduta perché, avendo perso la vista da più di un anno, era impossibile che avesse potuto vedere qualcuno. Passata la notte fra il 2 e il 3 febbraio, la mancata visita della Signora fu segno per le consorelle che suor Elisabetta aveva solo sognato.
La mattina del 22 febbraio il medico dichiarò che suor Elisabetta era prossima alla morte e chiese che venisse continuamente vegliata da due consorelle; le sue condizioni erano critiche e da due settimane aveva perso l'uso della parola, della deglutizione e delle membra, tanto che le era impossibile qualsiasi movimento.

Verso le 23.45 la suora emise un grido:
«Oh, la Signora, la Signora!» «Ti avevo detto che sarei venuta dal 22 al 23!» «Oh, dal 22 al 23? Io avevo capito dal 2 al 3.» Breve silenzio. Suor Elisabetta, a un tratto: «Ma Lei...ma Lei…ma Lei è la Madonna...è la Madonna...» La Santa Vergine sorride mesta. Altro silenzio. «Oh, la Madonna, la Madonna col Bambino...ma il Bambino, il Bambino piange...piange per me? Piange per i miei peccati?» «No, il Bambino piange perché non è abbastanza amato, cercato, desiderato anche dalle persone che gli sono consacrate...tu devi dire questo!»...La suora allora «Oh, Madonna, datemi un segno!» La Vergine sorride benevola, ma sempre mesta. S'inchina leggermente verso la suora e dice: «Ti rendo la salute!» e scompare con il Divin Figlio.
Erano le ore 0.15 circa. La superiora, chiamata dalle suore, trovò suor Elisabetta in piedi che, abbracciandola, le riferì con occhi luminosi il messaggio della Vergine e la sua improvvisa guarigione.

## Culto
Il culto alla Vergine del Divin Pianto, legato soprattutto al comune di Cernusco e ai paesi limitrofi, si è propagato, oltre che per le grazie miracolose che sarebbero state elargite, anche per la dedicazione di una parrocchia alla bella Signora: venerdì 4 maggio 1984, diciannove giorni dopo la morte di suor Elisabetta, il cardinale Martini concesse le necessarie autorizzazioni per dedicare il nuovo centro parrocchiale alla Madonna del Divin Pianto.
Il 19 aprile 1986 fu posta la statua lignea raffigurante la Vergine con in braccio il Bambino piangente. Le suore Marcelline hanno fatto proprio il messaggio donato dalla Vergine a suor Elisabetta, trasmettendolo nelle proprie case italiane e missionarie.